# Piesza Pielgrzymka Wrocławska na Jasną Górę
Piesza Pielgrzymka Wrocławska na Jasną Górę  – coroczna sierpniowa piesza pielgrzymka na Jasną Górę, organizowana od 1981 w Archidiecezji Wrocławskiej.

## Historia
Mieszkańcy Wrocławia początkowo pielgrzymowali na Jasną Górę w ramach Warszawskiej Pielgrzymki Pieszej. Coraz większa frekwencja w II połowie lat 70. XX wieku pociągnęła za sobą decyzję o decentralizacji. Decyzją metropolity wrocławskiego kard. Henryka Gulbinowicza organizację odrębnej pielgrzymki wrocławskiej powierzono ks. Stanisławowi Orzechowskiemu – duszpasterzowi akademickiemu ośrodka „Wawrzyny” we Wrocławiu oraz ks. Andrzejowi Dziełakowi, duszpasterzowi akademickiemu CODA (Centralnego Ośrodka Duszpasterstw Akademickich) we Wrocławiu. Tam też od jesieni 1980 rozpoczęły się przygotowania. Początkowo wzorowano się na pielgrzymce warszawskiej, w kolejnych latach wypracowany został własny styl, w dużej mierze dzięki przewodnikowi pielgrzymki, którym do śmierci w 2021 pozostawał ks. Stanisław Orzechowski. I Piesza Pielgrzymka wyruszyła 7 sierpnia 1981, tak, aby dojść do Częstochowy w dniu 15 sierpnia, w święto Wniebowzięcia Najświętszej Maryi Panny, w latach 90. XX wieku przesunięto dzień wyjścia na 2 sierpnia. Czas jej trwania to 9 dni.
Pierwsze pielgrzymki odbywały się pomimo trudności, nie tylko z powodu braku doświadczenia, ale przede wszystkim z uwagi na często zmieniające się przepisy administracyjne i inwigilację przez Służbę Bezpieczeństwa.
W pierwszych 40. edycjach uczestniczyło ok. 277 tys. osób, w tym ok. 90 tys. przed transformacją ustrojową w 1989. Najliczniejsza zgromadziła w 1987 ok. 14,5 w trzydziestu grupach. W 1991 wyodrębniono w niej tzw. Nurt Południowy dla pielgrzymów ziemi kłodzkiej, noworudzkiej, ząbkowickiej, dzierżoniowskiej i świdnickiej (obszar ten wszedł później w skład powołanej w 2004 diecezji świdnickiej, która organizuje własną pielgrzymkę pieszą na Jasną Górę). Odrębną pielgrzymkę organizuje także wyodrębniona w 1992 diecezja legnicka. 

## Przebieg pielgrzymki
Pielgrzymka od lat 90. XX wieku rozpoczynała się 2 sierpnia. W roku 2010 termin pielgrzymki uległa przesunięciu na 1 sierpnia 2010 ze względu na obchodzony jubileusz 30-lecia istnienia pielgrzymki. Pielgrzymi nocują w namiotach. Miejsca na kwaterach otrzymują tylko chorzy i ludzie starsi.
Większość tras, którymi wędrują pielgrzymi wiedzie poprzez wsie, lasy i polne drogi.

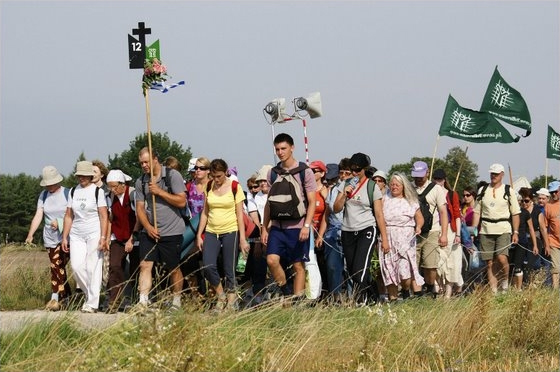
Pielgrzymka Wrocławska 2008, fot. Kamil Szyszka

Trasa pielgrzymki to około 230 km. Dzieli się  na dziewięć  trudnych etapów. Przy jubileuszach pielgrzymka ulega wydłużeniu o jeden etap. Pielgrzymi pokonują następującą trasę każdego  roku: 
1. 2.08 – Wrocław – most Trzebnicki – Psary – Malin – Wisznia Mała – Wysoki Kościół – Machnice – Trzebnica
2. 3.08 – Trzebnica – Głuchów Górny – Boleścin – Krakowiany – Węgrów – Jaksonowice – Dobrzeń Dobra – Jenkowice – Oleśnica
3. 4.08 – Oleśnica – Ligota Wielka – Smolna Las – Karwiniec – Miłocice – Lubska-Dębniki – Namysłów
4. 5.08 – Namysłów – Siemysłów – Wielołęka – Wierzbica Górna
5. 6.08 – Wierzbica Górna – Ligota Wołczyńska – Wołczyn – Smardy Górne – Kluczbork
6. 7.08 – Kluczbork – Chocianowice – Stare Olesno – Wojciechów – Olesno (Św.Anna) – Borki Małe – Borki Wielkie
7. 8.08 – Borki Wielkie –  Stany – Górki – Wrzosy – Dąbrowa Górna – las za Dąbrową – Nowiny – Bór Zapilski / Czarna Wieś
8. 9.08 – Bór Zapilski / Czarna Wieś – Puszczew – Cisie – Blachownia – „Górka Przeprośna” – Łojki – Czestochowa – Gnaszyn Górny – Częstochowa Kawodrza Górna – Częstochowa
9. 10.08 – Częstochowa Zacisze – Jasna Góra

Epilogiem pielgrzymki jest co roku jesienna jednodniowa pielgrzymka do Trzebnicy do grobu św. Jadwigi, patronki Dolnego Śląska, mająca też uczcić dzień wyboru papieża Jana Pawła II.